# Bahía de Heligoland
La bahía de Heligoland (en alemán: Helgoländer Bucht) es una bahía situada en la parte suroriental del mar del Norte, delimitada por la costa occidental de la península de Jutlandia y la costa noroccidental de Alemania. Se corresponde con la parte meridional de la bahía Alemana.
Con hasta 56 metros de profundidad, se trata de una bahía que se expande desde la desembocadura del río Elba hasta la isla de Heligoland, pasando por la isla frisia oriental de Wangerooge y la península de Eiderstedt, en la Frisia septentrional (distrito homónimo).
Una de las rutas marítimas más transitadas atraviesa esta bahía: la que une Hamburgo en la desembocadura del Elba con el estrecho de Dover y el canal de la Mancha. La bahía forma parte de un parque nacional, el Helgoländer Felssockel, con los Parques nacionales del mar de Frisia repartidos entre varias jurisdicciones alemanas.

## Historia
La bahía, que debe su nombre a Heligoland, fue el lugar de dos batallas navales de la Primera Guerra Mundial en 1914 y 1917. En 1939 también tuvo lugar una batalla aérea de la Segunda Guerra Mundial que lleva su nombre.